# Terra Madre
Terra Madre ((hiszp.) Matka Ziemia) - organizacja, sieć zrzeszająca wspólnoty produkujące w sposób odpowiedzialny i zrównoważony żywność wysokiej jakości. Terra Madre odnosi się także do organizowanych co dwa lata konferencji we włoskim Turynie. Ich celem jest promowanie dyskusji i wprowadzanie innowacyjnych idei w zakresie żywienia, gastronomii, globalizacji i ekonomii. Działania Terra Madre są koordynowane przez organizację Slow Food. Owocem spotkań podczas Terra Madre są manifesty.

## Historia
Pierwsza konferencja Terra Madre odbyła się w Turynie w 2004 r. i gościła 5.000 producentów ze 130 państw. Program obejmował 61 Warsztatów dla Ziemi, na których uczestnicy omawiali kwestie certyfikatów ekologicznego rolnictwa, telekomunikacji wsi, rzadkich gatunków zwierząt gospodarskich, lokalnych systemów rolniczych i rybołówstwa na małą skalę. Turyńska konferencja Terra Madre odbywa się jesienią co dwa lata. W edycji w 2006 r. (26-29 października 2006) wzięło udział 9.000 osób z całego świata. Prelegenci i uczestnicy zostali zakwaterowani nie tylko w samym Turynie, ale w całym regionie Piemontu. Ponad 1.500 mieszkańców Piemontu zapewniło noclegi delegatom. Terra Madre 2006 skupiła się na relacjach pomiędzy społecznościami produkującymi żywność, kucharzami, uniwersytetami i naukowcami.

## Konferencje Terra Madre
Z założenia konferencje mają formułę międzynarodową, a prelegenci mówią w swoich językach ojczystych. Uczestnicy korzystają z  tłumaczenia symultanicznego za pomocą słuchawek, podobnie więc jak w czasie posiedzeń Zgromadzenia Ogólnego ONZ. Udział w konferencji jest płatny, ale dochód pokrywa koszty organizacyjne, prelegentów oraz wspiera cele ruchu Slow Food. Studentom Uniwersytetu Nauk Gastronomicznych przysługuje bezpłatny wstęp na wszystkie wydarzenia organizowane w ramach Terra Madre.

## Tematy
Seminaria Terra Madre zajmują się problematyką żywności zmodyfikowanej genetycznie, ekologicznej, zrównoważonym rozwojem i wpływem globalizacji na tradycyjną kulturę konsumpcji.

## Manifesty
W 2004 roku stworzony został manifest "O przyszłości pożywienia", w 2006 "O przyszłości nasion", a w 2008 "O zmianach klimatycznych".

## Uczestnicy
Przykłady organizacji wytwarzających żywność w składzie Terra Madre:
- Wspólnota Rolników i Hodowców Żywności Organicznej z Północnego Kerry (the North Kerry Organic Farmers’ and Breeders’ Community) – Irlandia
- społeczność lokalna producentów cukru i bananów z wyspy Negros - (Filipiny)
- społeczność producentów wina Chã de Caldeiras (Republika Zielonego Przylądka)
- społeczność producentów miodu z kwiatów polnych z Catariny (Gwatemala)
- Sea Presida

Terra Madre gości także przedstawicieli licznych międzynarodowych i lokalnych organizacji, które upowszechniają lepszego rozumienie nowych trendów w zakresie kultury jedzenia. Przykładowo, w ramach dyskusji o GMO Alexander Baranov z Krajowego Związku Bezpieczeństwa Genetycznego w Moskwie (National Genetic Safety Association) omówił  kwestię bezpieczeństwa dla ludzi spożywania produktów GMO. Baranov przedstawił slajdy z eksperymentu dr Iriny Ermakovej poświęconego modyfikowanej genetycznie soi. Ermakova badała trzy grupy ciężarnych szczurów karmionych odpowiednio: normalną karmą, soją i soją modyfikowaną genetycznie. Śmiertelność potomstwa samic żywionych GMO wynosiła 55% (śmiertelność przy porodzie, odsetek młodych, które przyszły na świat martwe). Ponadto ich ciała były zdeformowane i wykazywały różnice w rozmiarze. Baranov podkreślił konieczność przeprowadzania dalszych testów, także pod kątem skutków spożywania GMO przez ludzi.
Oprócz prezentowania wyników badań uczestnicy i prezenterzy Terra Madre dzielą się pomysłami oraz przedkładają propozycje strategii dotyczących pojawiających się kwestii żywieniowych.

## Krytyka Terra Madre
Podobnie jak ruch Slow Food, Terra Madre krytykuje się za rzekomy elitaryzm. Niektórzy twierdzą, iż z uwagi na zakazywanie GMO w krajach rozwiniętych (np. Rosja, Polska, 18 z 19 regionów Włoch) korporacje eksportują swoje produkty do krajów rozwijających się w Afryce i południowej Azji. Ten zarzut jednak traci zasadność wobec faktu, że w Kanadzie i USA masowo konsumuje się GMO (zob. Dr Jane Goodall, Harvest for Hope), niedawnych prób zakazania żywności zmodyfikowanej w krajach rozwijających się, jak np. Boliwii oraz aktu podpalenia upraw GMO w Indonezji.